# سرفايفر (فلم)
الناجي (بالإنجليزية: survivor) هو فيلم من أخراج المخرج جيمس ماك تيج وتأليف فيليب شيلبي. تدور أحداث الفيلم حول امرأة أمريكية تعمل في إحدى مقار الخدمات التابعة للولايات المتحدة بالعاصمة البريطانية لندن، وعندما يتم تفخيخ وتفجير المقر الذي تعمل به، تتمكن من النجاة لتكون هي الناجية الوحيدة من الحادث، مما يضعها في دائرة الشك أن تكون متورطة في هذا التفجير، فيصبح الخيار الوحيد أمامها أن تهرب وتحاول أن تجد فاعل هذه الجريمة وحدها.

## طاقم العمل
- بيرس بروسنان (ناش)
- ميلا جوفوفيتش (كيت أبوت)
- أنجيلا باسيت (مورين كرين)
- ديلان ماكديرموت (سام باركر)
- جيمس دارسي
- كوري جونسون (إيريك لوميس)
- انتونيا توماس
- روجر ريس
- سابين كروسن
- لي نيكولاس هاريس
- باري مارتن
- أنكوتا بريدان
- ديليانا بوكليفا
- دوغ كوكل
- جويل كويسي
- كاتارزينا ولجينو
- بول بلاكويل
- ريج جان بايدج
- شون تيل

## وصلات خارجية
- مقالات تستعمل روابط فنية بلا صلة مع ويكي بيانات

1. ↑  "معلومات عن سرفايفر (فيلم) على موقع omdb.org". omdb.org. مؤرشف من الأصل في 2017-06-16.
2. ↑  "معلومات عن سرفايفر (فيلم) على موقع rottentomatoes.com". rottentomatoes.com. مؤرشف من الأصل في 2015-08-20.
3. ↑  "معلومات عن سرفايفر (فيلم) على موقع moviepilot.de". moviepilot.de. مؤرشف من الأصل في 2017-07-26.